# Кет Воллес
Кетрін К. «Кет» Воллес (англ. Catherine C. "Cath" Wallace; нар. 1952)  — новозеландська науковиця й екоактивістка. Викладачка економіки та державної політики, зосередженої на довкіллі, в Університеті Вікторії (Веллінгтон), активно працює в екологічних організаціях Нової Зеландії. У 1991 році нагороджена екологічною премією Голдмана за внесок у захист довкілля Антарктиди.

## Політична робота та активність
З 1987 року Кет Воллес є лекторкою в Університеті Вікторії в Веллінгтоні з економіки та державної політики, зосередженої на довкіллі. Понад десять років вона була головою Організації з охорони довкілля та охорони природи Нової Зеландії (ECO). ECO – це некомерційна мережа організацій, яка піклується про збереження та довкілля. Кет Воллес досі входить ради директорів ECO. Два терміни вона була членом Ради МСОП, Всесвітнього союзу охорони природи. Її основна увага була зосереджена на врахуванні екологічних витрат при прийнятті національних рішень. Вона виступала за реформи екологічної та енергетичної політики. У рамках своєї активності разом з іншими активістами вона очолювала рух опору проти бізнес-інтересів, які намагалися згорнути дію Закону про управління ресурсами. Цей акт важливий для охорони природних ресурсів. На своїй посаді в ECO вона виступала за зміну національного законодавства про рибальство, щоб керувати всією екосистемою замість того, щоб просто керувати виловом риби. Воллес досліджувала вплив системи управління квотами на рибальство в Новій Зеландії і тиснула на Міністерство рибальства, щоб воно припинило порушувати свої екологічні обов'язки згідно з Законом Нової Зеландії про рибальство 1996 року. Воллес продовжує виступати за впровадження жорсткої місцевої екологічної політики по всій Новій Зеландії. Кет Воллес співзаснувала новозеландський підрозділ Коаліції Антарктики та Південного океану (ASOC), міжнародного альянсу, який працює над всебічним захистом Антарктиди та відмовою від Конвенції про корисні копалини Антарктики. У співпраці з ASOC вона лобіювала на міжнародному рівні заборону видобутку в Антарктиді. Важливий крок у захисті довкілля Антарктики було зроблено з Антарктичним екологічним протоколом. Протокол визначає Антарктиду як «природний заповідник, присвячений миру та науці». Також відомий як Мадридський протокол, він встановив правила захисту довкілля та заборонив видобуток корисних копалин.
У 2008 році Кет Воллес працювала над книгою «Принципи та практика екомаркування морепродуктів».